# Schneverdingen
Schneverdingen (Nederduits: Snevern) is een gemeente in de Duitse deelstaat Nedersaksen, en maakt deel uit van het Landkreis Heidekreis.
Schneverdingen telt 18.881 inwoners.

## Indeling van de gemeente

Kaart van de Ortsteile van Schneverdingen. Großenwede is rood gemarkeerd.

De gemeente bestaat naast het stadje Schneverdingen uit de volgende 10 dorpen met de status van Ortschaft:
- Ehrhorn bij Wintermoor, 8 km N (ten noorden van het centrum van Schneverdingen), 597 inwoners
- Großenwede, 6 km NW, 272 inw.
- Heber, 6 km ZO, 713
- Insel, 4 km NW, 752
- Langeloh, 5 km Z, 612
- Lünzen, 7 km W, 733
- Schülern, 4 km Z, 484
- Wesseloh, 9 km N, 576
- Wintermoor, 7 km N, 453
- Zahrensen, 2 km W, 422

Al deze dorpen waren tot 1 maart 1974 zelfstandige gemeentes. Verder behoren tot de gemeente nog een groot aantal gehuchten, landgoederen en boerderijen met eigen plaatsnaam, te weten:
Barrl, Dannhorst, Einem, Gallhorn, Hansahlen, Hasselhof, Hemsen, Hillern, Höpen, Horst, Lünzenbrockhof, Meyerhof, Reimerdingen, Reinsehlen (ten oosten van Insel), Riep, Rieper Moor, Schülernbrockhof, Surbostel, Schultenwede, Steinbeck, Voigten  en Wieckhorst.

## Religie
De meerderheid van de christenen in de gemeente is evangelisch-luthers.
Opvallend is, dat in de gemeente zich twee religieuze centra van het Tibetaans boeddhisme bevinden. In Langeloh staat het meditatiecentrum Milarepa Retreat Zentrum van de richting Kagyü. In Lünzen is een boeddhistisch nonnenklooster van de Gelug-richting gevestigd. 

## Geografie, infrastructuur

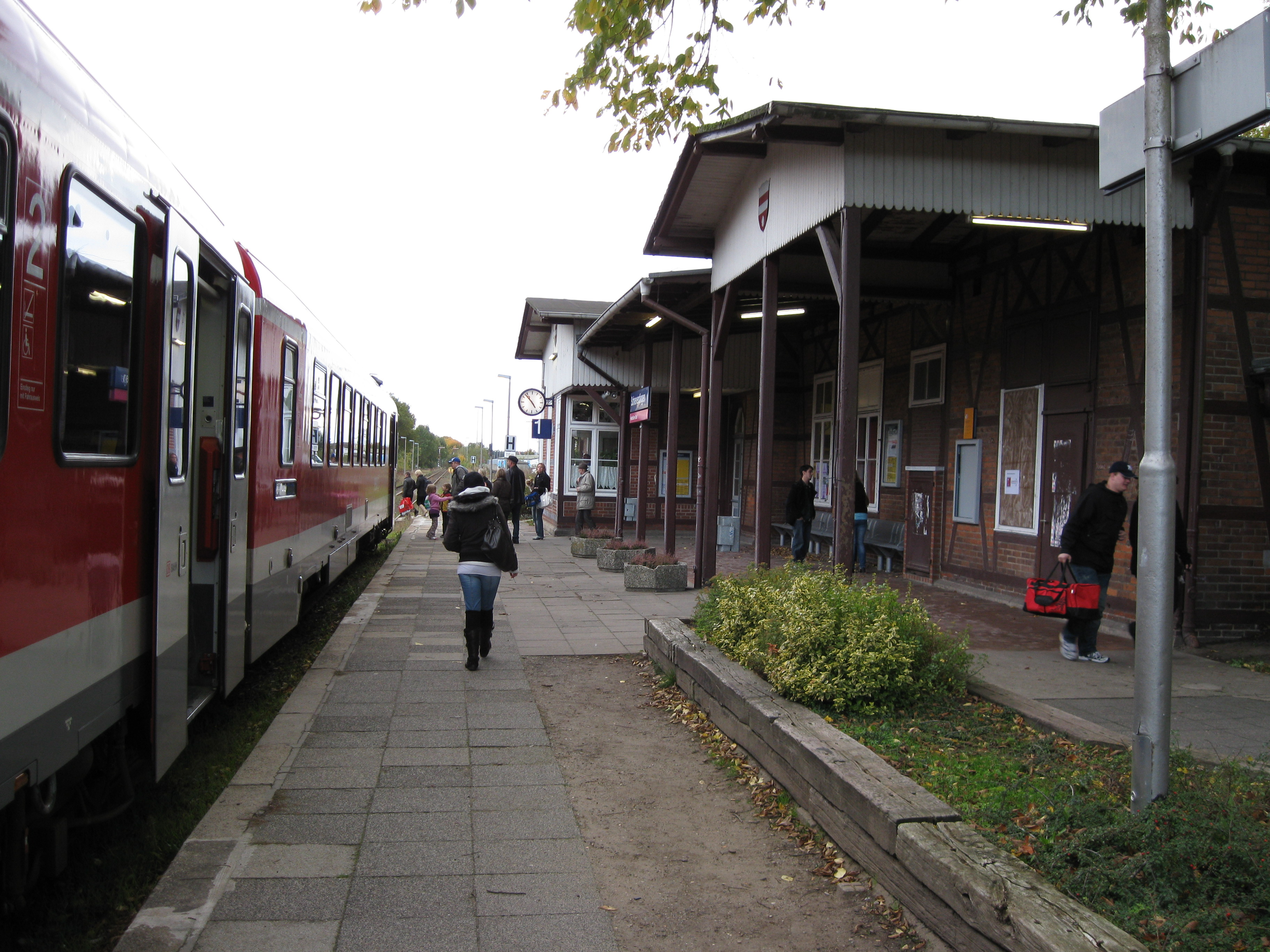
Station Schneverdingen
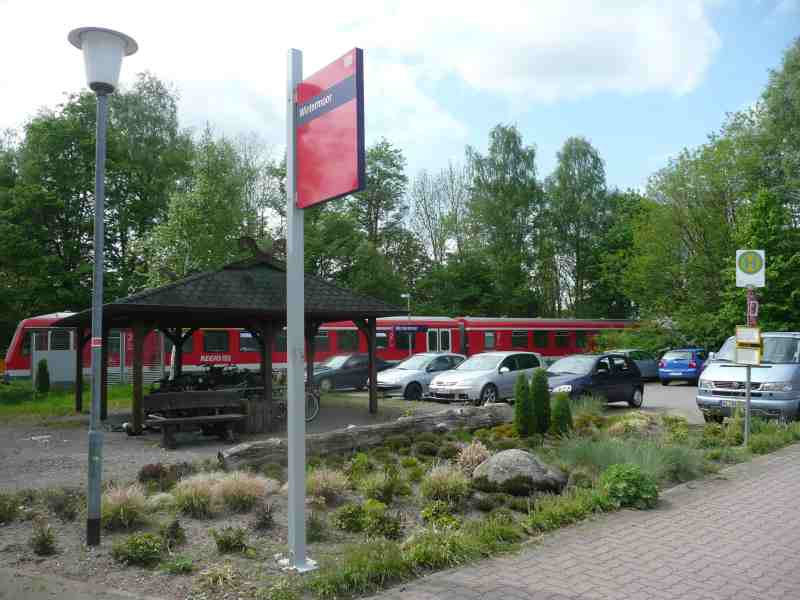
Spoorweghalte Wintermoor

De gemeente ligt in de Landkreis Heidekreis aan de westkant van de Lüneburger Heide. Deze Landkreis behoort weer tot de Metropoolregio Hamburg.
Schneverdingen ligt circa 17 km ten noorden van Soltau, 29 km ten oosten van Rotenburg (Wümme), 60 km ten oosten van Bremen, 45 km ten zuiden van Buxtehude, 60 km ten westen van Lüneburg en 65 km ten zuiden van de stad Hamburg.
Nabij Schneverdingen kruist de Bundesstraße 3 de Autobahn A7 (afrit 43a).
Station Schneverdingen ligt aan de Spoorlijn Walsrode - Buchholz of Heidebahn, 28 km ten zuiden van eindpunt Buchholz. Ook het 7 à 8 kilometer noordwaarts gelegen Wintermoor heeft een stationnetje aan deze, in 2016 nog gerenoveerde, spoorlijn.

## Geschiedenis
Schneverdingen wordt in 1231, en Ehrhorn reeds in 1050 voor het eerst in een document vermeld. De dorpen in de huidige gemeente waren alle tot in de 19e eeuw arme, vrij onbelangrijke heidedorpen. Enkele dorpen ontstonden in de late 18e of vroege 19e eeuw als veenkolonie.
In het midden van de 19e eeuw was te Schneverdingen de lederbewerking van grote betekenis. Op een gegeven moment had het dorp 300 schoenmakers. Van deze bedrijfstak is nagenoeg niets overgebleven.
Van 1938, ten tijde van het Derde Rijk, tot 1994 was ten noord-noordoosten van Schneverdingen een militair oefenterrein met een kazerne voor pantsertroepen in gebruik. De Britse strijdkrachten ontruimden het terrein in 1994, waarna het onder andere als natuurgebied en voor opleidings- en beeldende-kunstactiviteiten in gebruik werd genomen.
In 1942 en 1943 moesten dwangarbeiders uit de Sovjet-Unie bij Wintermoor een noodziekenhuis bouwen voor het vaak gebombardeerde Hamburg, het Waldkrankenhaus Wintermoor. In juli 1943 had het 825 bedden. Na de oorlog werd het een sanatorium voor tuberculosepatiënten. Het bleef deels tot 1997 bestaan, daarna was er nog korte tijd een verpleeghuis in de gebouwen gevestigd. In 2022 zijn de laatste gebouwen van de in 2005 failliet gegane zorginstelling gesloopt.
Aan het einde van de Tweede Wereldoorlog, op 9 april (volgens sommige bronnen op 12 april) 1945, stond op Station Wintermoor een trein met 5.000 gevangenen gerangeerd, die van concentratiekamp Mittelbau-Dora naar Bergen-Belsen verplaatst werden. Op het spoor ernaast stond een met munitie geladen goederentrein. Op dat moment werd het spoor hier gebombardeerd door de Britse Royal Air Force. Enkele gevangenen wisten in de paniek van het bombardement te vluchten, maar werden weer opgepakt, sommigen werden ter plaatse vermoord. Minstens 156 mensen, onder wie ook slachtoffers van ziekte, verwaarlozing, verhongering en uitputting, werden kort hierna in een tijdelijk massagraf gelegd. Elders in Wintermoor kwam in 1991 een nieuw oorlogskerkhof met ruim 700 graven gereed.
In maart 1974 vond een gemeentelijke herindeling plaats, waardoor de rondom Schneverdingen gelegen dorpen bij de gemeente gevoegd werden. Schneverdingen verkreeg in 1976 het recht, zichzelf stad te noemen.

## Economie, hoger onderwijs
Schneverdingen bestaat hoofdzakelijk van het toerisme naar de Lüneburger Heide. In de gemeente wonen veel pendelaars, die een werkkring hebben in de stad Hamburg (woonforensen). 
Nabij het spoorwegstation bevindt zich een bedrijventerrein voor lokaal midden- en kleinbedrijf.

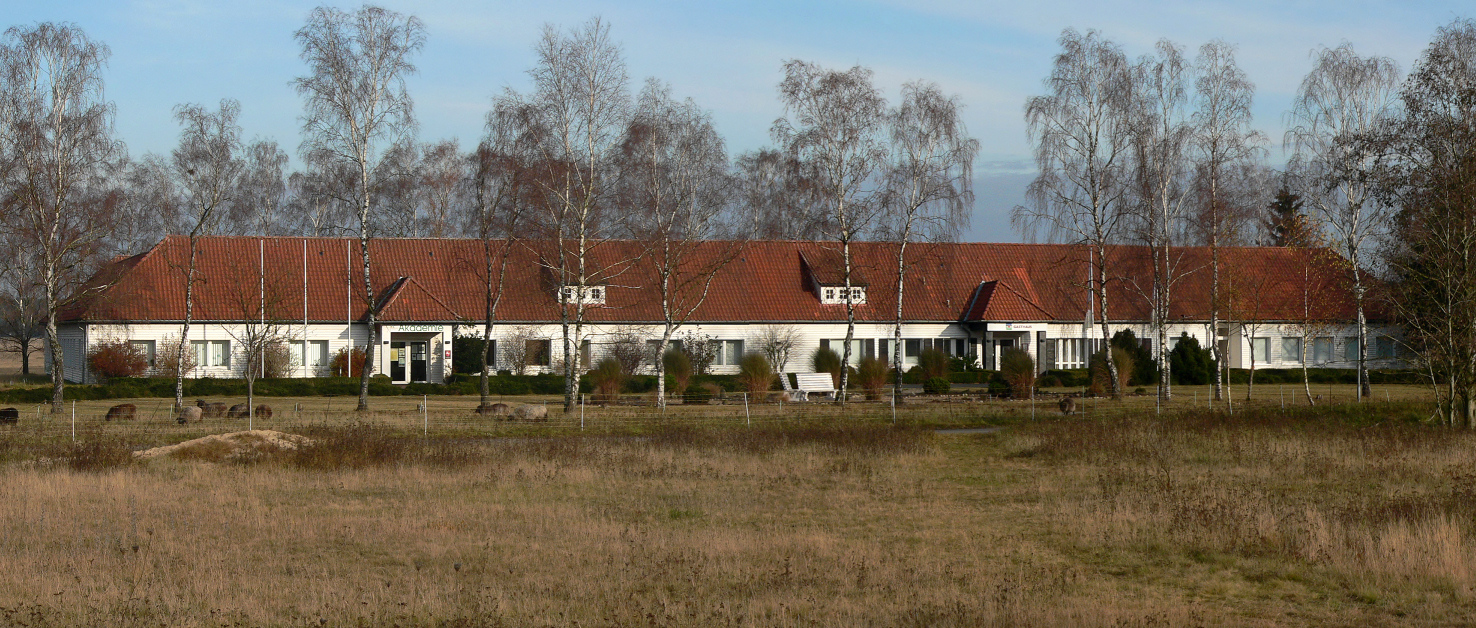
Gebouw  Alfred Toepfer Akademie für Naturschutz op Camp_Reinsehlen

De Alfred Toepfer Akademie für Naturschutz is een hoger opleidingsinstituut van de deelstaat Nedersaksen. Het is gevestigd in een oude boerderij bij Heber, Hof Möhr en in een gedeelte van de voormalige kazerne op Camp Reinsehlen. Het biedt cursussen op het gebied van natuurbescherming aan, onder andere voor in de deelstaat werkzame ambtenaren.

## Bezienswaardigheden, monumentale gebouwen, toerisme
- De gemeente ligt aan de rand van de toeristisch belangrijke Lüneburger Heide.
  - Bij Schneverdingen is een fraaie heidetuin aangelegd.
  - Een jaarlijks met de heide in verband staand feestelijk evenement is de verkiezing eind augustus van de Heidekoningin; in 2020 viel deze eer voor het eerst een vrouw met een donkere huidskleur te beurt. De verkiezing vindt plaats in het kleine openluchttheater van het gehucht Höpen.
  - Ten zuidoosten van Schneverdingen  ligt het hoogveenreservaat Pietzmoor met een oppervlakte van circa 250 hectare. Dit behoort officieel tot de Lüneburger Heide. Er is een wandelroute, ten dele over knuppelpaden, uitgezet.
- De evangelisch-lutherse Petrus- en Pauluskerk te Schneverdingen (1746) is het oudste gebouw van het stadje. De kerk heeft een rijk, barok en classicistisch interieur. De kerktoren werd na brand in 1918 herbouwd.
- Bijzonder is de houten Eine-Welt-Kirche (Eén-Wereld-Kerk), waarin hout uit bijna alle landen van de wereld is verwerkt. Het gebouw werd opgericht in het kader van de  wereldtentoonstelling Expo 2000 te Hannover. Deze evangelisch-lutherse kerk staat aan de oostrand van Schneverdingen.
- In de historische boerderij Theeshof is een Heimathaus ( kulturhus met oudheidkamer) gevestigd.
- Op een voormalig militair terrein (Camp Reinsehlen) is 100 hectare vlak terrein in een schraalgrasland-natuurreservaat omgezet. Daaromheen zijn talrijke, via een wandelpad bereikbare, experimentele sculpturen en andere kunstwerken opgesteld.[4] De voormalige kazerne is gedeeltelijk tot hotel verbouwd.

## Belangrijke personen in relatie tot de gemeente
- Max (Johannes Heinrich) Oertz (* 20 april 1871 in Neustadt in Holstein; † 24 november 1929 in Hamburg) was een belangrijk ontwerper en bouwer van schoeners[5], zeil- en motorjachten en watervliegtuigen. Ook ontwierp hij verbeterde roeren voor jachten. Oertz beschikte te Schneverdingen over een vliegveld voor het ontwikkelen van kleine (water)vliegtuigen. Te Schneverdingen is onder andere  een straat naar Oertz genoemd.
- De bekende acteur Uwe Friedrichsen heeft korte tijd in de gemeente Schneverdingen gewoond.

## Galerij

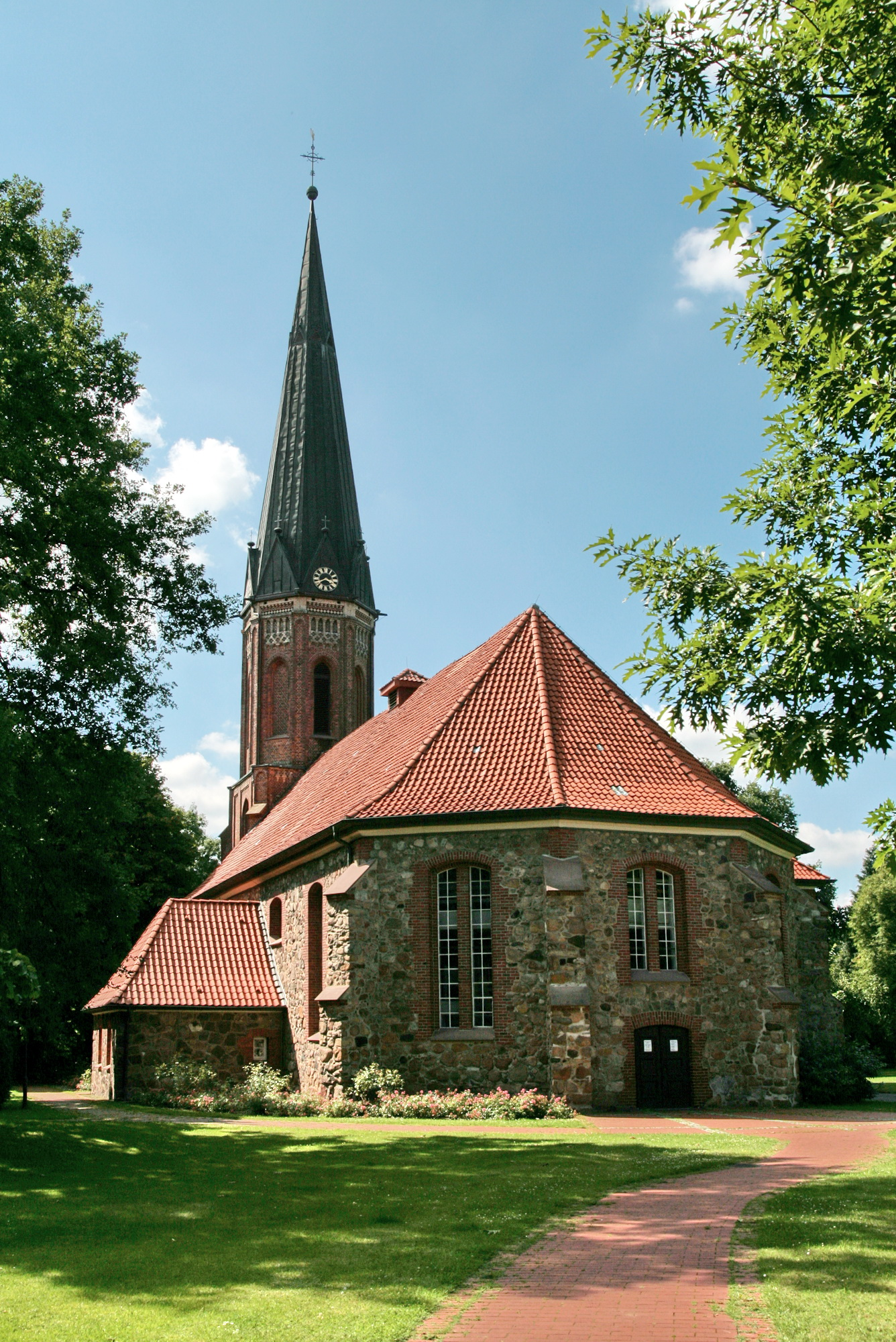
Evangelisch-lutherse Petrus- en Pauluskerk te Schneverdingen
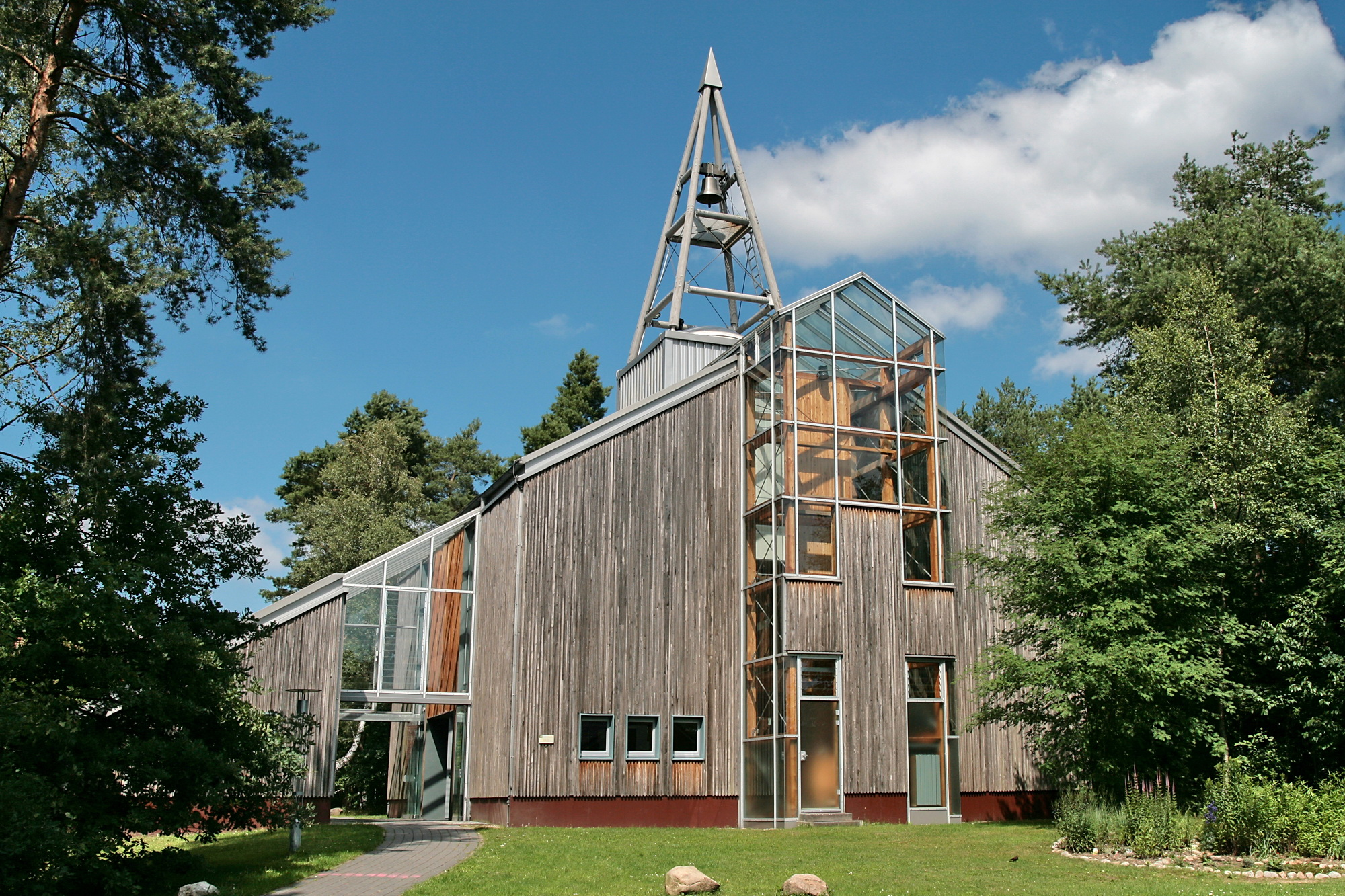
Houten kerk (Eine-Welt-Kirche)  te Schneverdingen
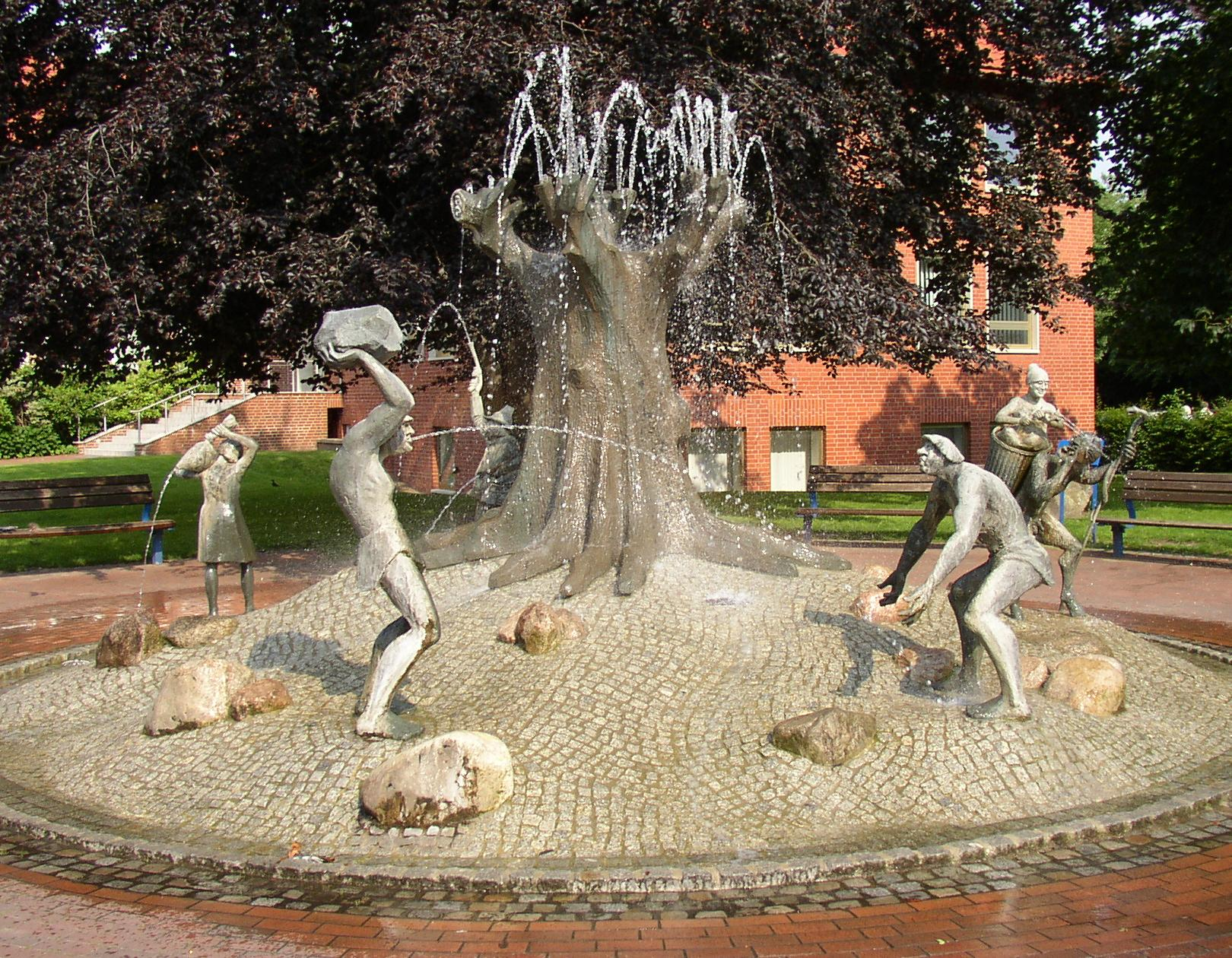
Fontein in het centrum van Schneverdingen
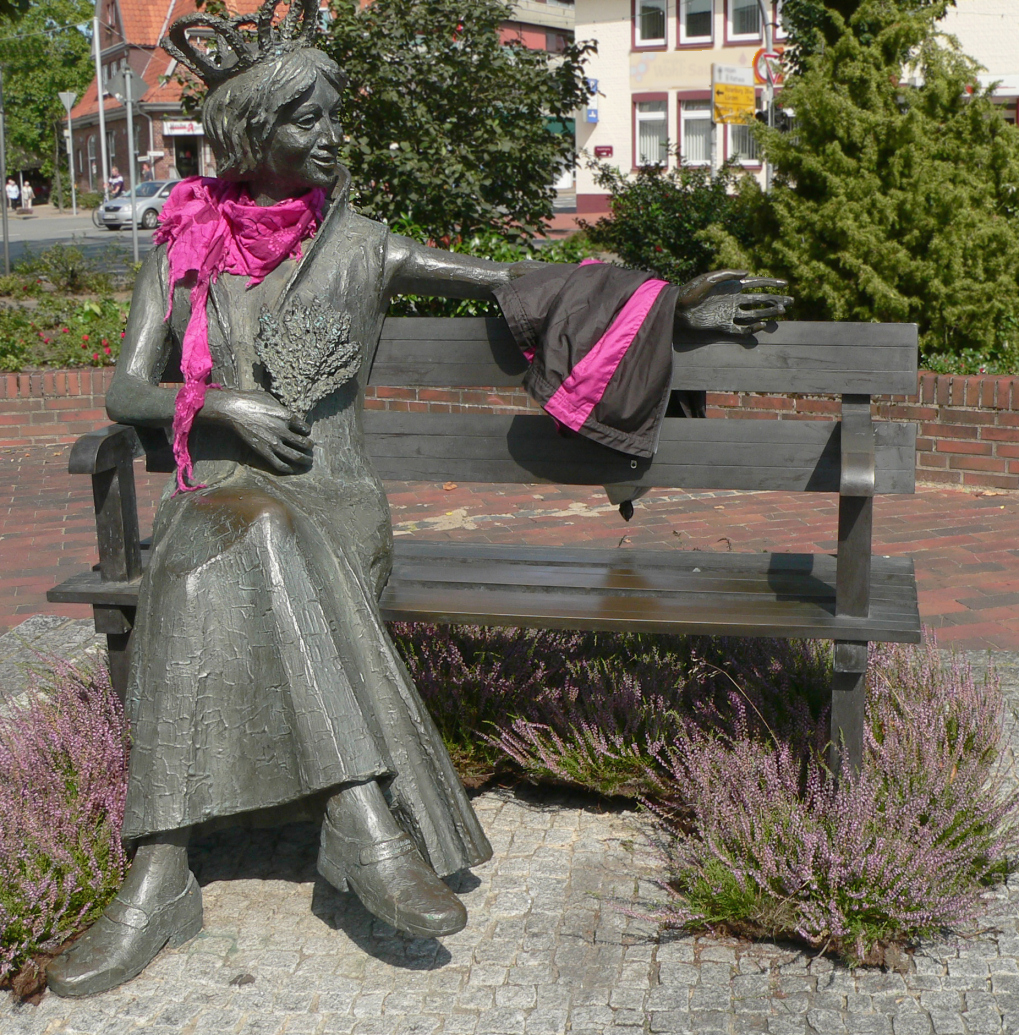
Bronzen beeldje van de Heidekönigin in Schneverdingen
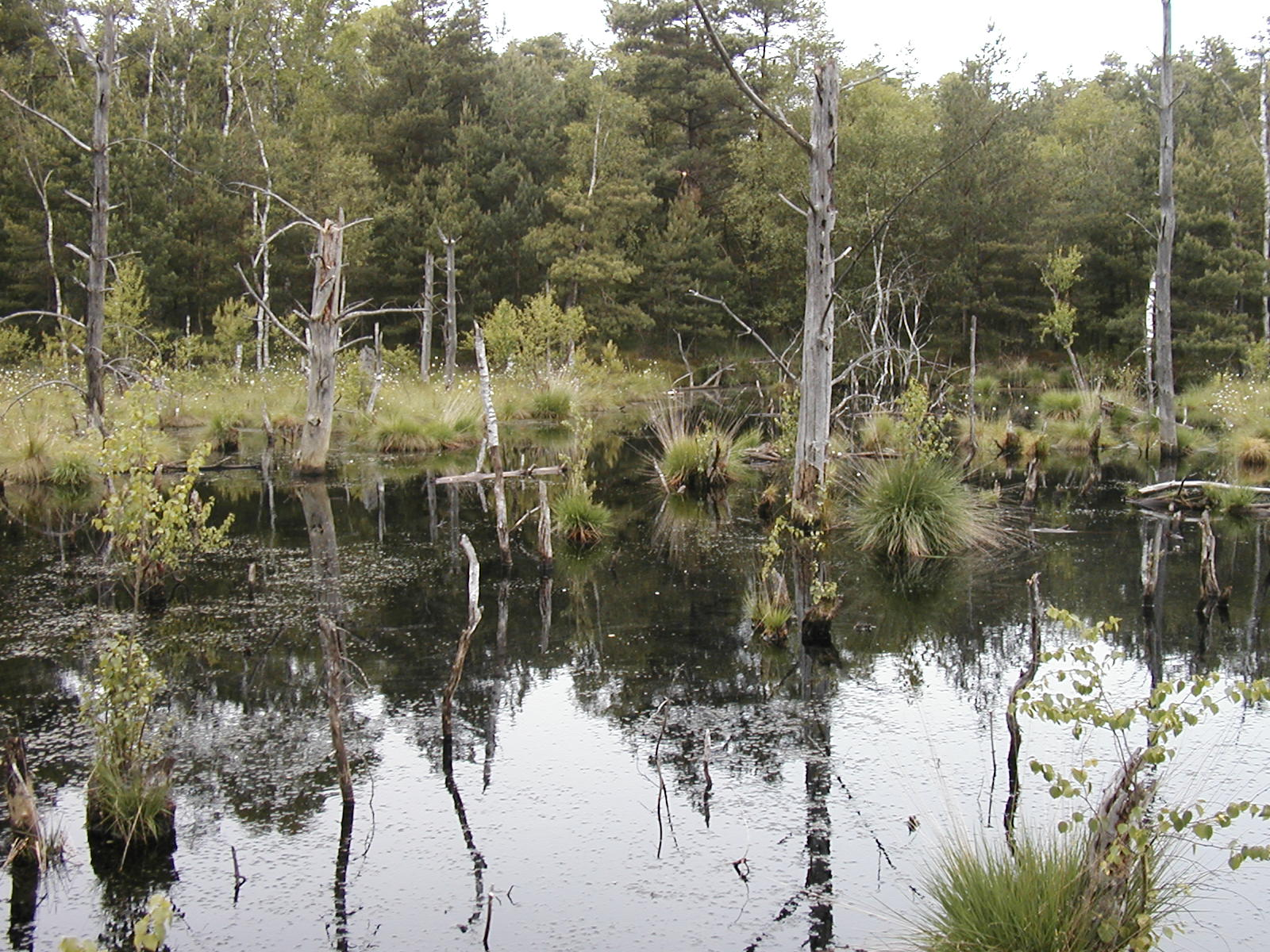
In het Pietzmoor
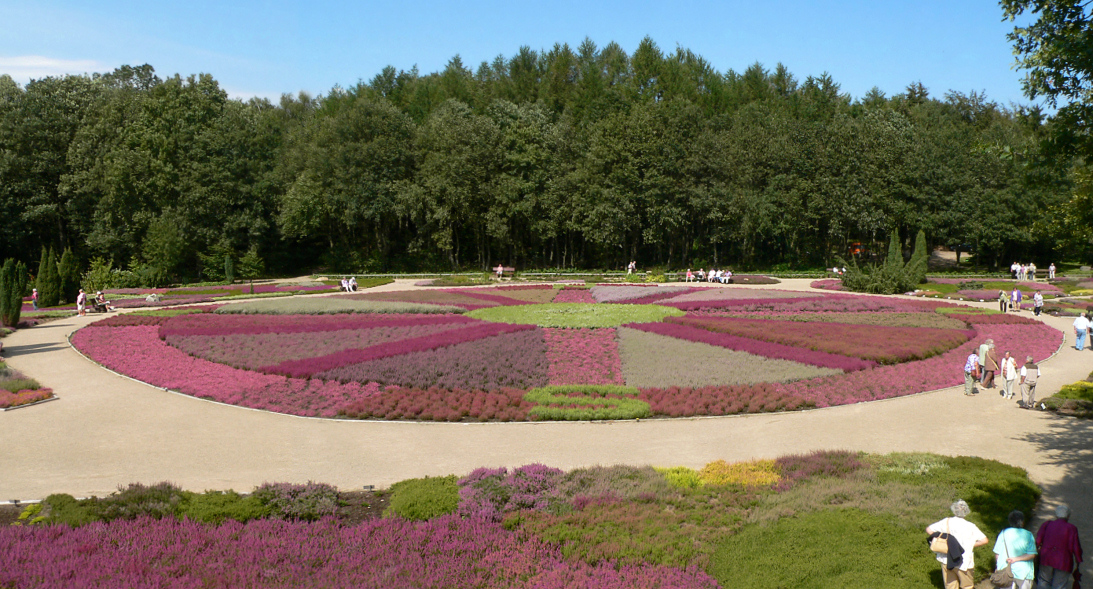
Heidetuin
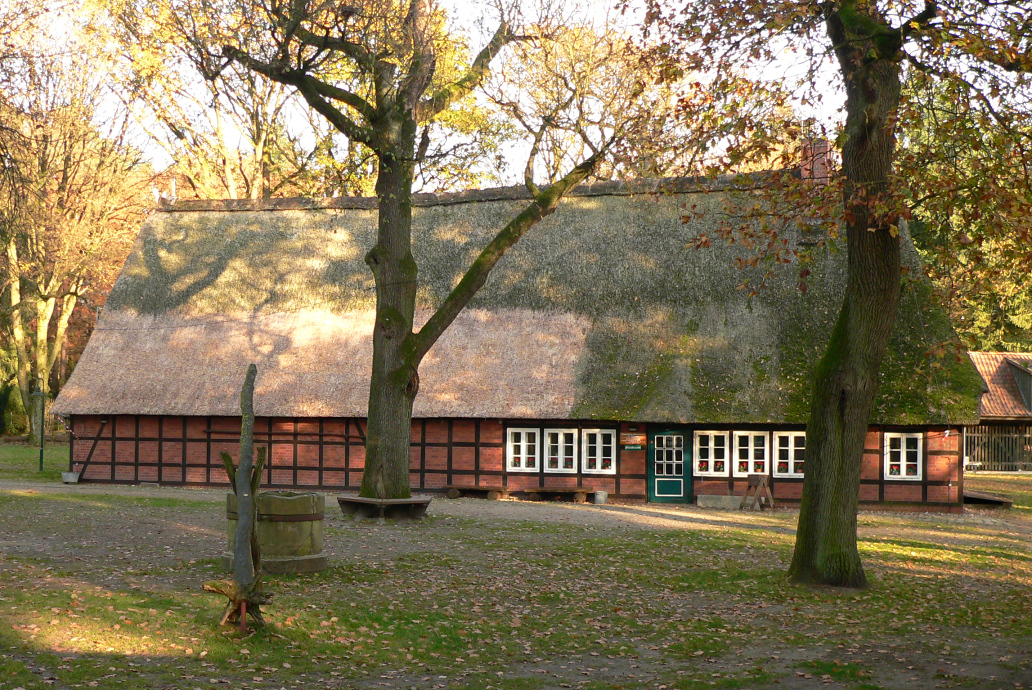
Theeshof
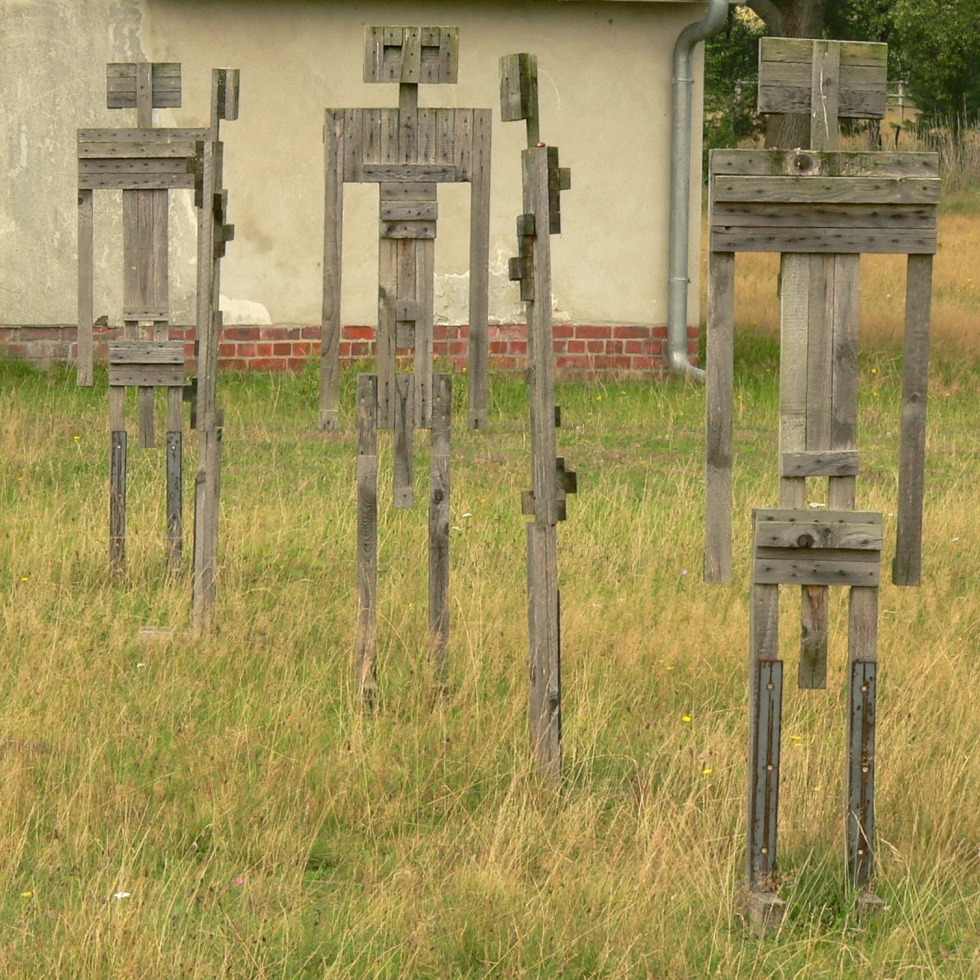
Kunstwerk Lattenmenschen, Jörg-Werner Schmidt, Camp Reinsehlen

## Partnergemeentes
Met Barlinek in Polen onderhoudt Schneverdingen een jumelage.